# Swietłana Kriuczkowa
Swietłana Walentinowna Kriuczkowa (ros. Светлана Крючкова, ur. 21 lutego 1985 roku w Lipiecku) – rosyjska siatkarka, reprezentantka kraju. Gra na pozycji libero. Dwukrotna mistrzyni Świata (2006 oraz 2010). Złota medalistka mistrzostw Europy 2013 rozgrywanych w Niemczech i Szwajcarii.
Od sezonu 2020/2021 występuje w drużynie Leningradka Petersburg.

## Sukcesy klubowe
Puchar Rosji:
- 2007, 2011, 2014, 2015

Liga Mistrzyń:
- 2008

Mistrzostwo Rosji:
- 2008, 2010
- 2009, 2011, 2012
- 2016

Puchar Challenge:
- 2013

Puchar CEV:
- 2015, 2016

Klubowe Mistrzostwa Świata:
- 2015

## Sukcesy reprezentacyjne
Grand Prix:
- 2006
- 2014

Mistrzostwa Świata:
- 2006, 2010

Mistrzostwa Europy:
- 2013

## Nagrody indywidualne
- 2011: Najlepsza libero Pucharu Rosji